# Godzilla: King of the Monsters
Godzilla: King of the Monsters er en amerikansk science fiction-monsterfilm fra 2019 instrueretaf Michael Dougherty og skrevet af Dougherty, Max Borenstein og Zach Shields. Filmen er en efterfølger til Godzilla (2014) og er den 35. film i Godzilla-serien.